# 奮鬥月刊
《奮鬥》（英語：Endeavor）是中華民國國防部青年日報社發行的中華民國國軍軍中月刊。

## 沿革
- 1955年12月，中國國民黨「特種黨部第二次代表大會」指示，發行一本專供國軍基層部隊士官士兵閱讀為主的刊物[1]。
- 1956年1月1日，國防部總政治部《革命軍》月刊創刊，發刊方式為國軍班級部隊一人一本，發行量七萬二千本，內容以政令宣導為主[2]。
- 1971年，為配合莒光日的推行，《革命軍》發刊方式改為國軍士官士兵一人一本，正式成為部隊政治教育的基本教材。
- 1985年7月，國防部史政編譯局《士官兵雙月刊》併入《革命軍》，《革命軍》篇幅增加4頁、取材範圍加強軍事學術篇章。
- 1988年7月，《革命軍》與《奮鬥》月刊併同發行，成為一本32開本、56頁的國軍愛國教育輔助教材，以國軍部隊官兵、軍校學生及聘雇人員為發行對象。
- 1995年7月，國防部《賞罰公報》部分內容併入《革命軍》與《奮鬥》月刊，以落實宣導效果。
- 1998年11月1日，《革命軍》與《奮鬥》月刊合併更名為《奮鬥》月刊，期數為第541期。
- 2001年1月，《奮鬥》月刊改版為25開本、68頁（彩頁8頁），期數為第567期，並結合e世代青年為編刊主旨，成為國軍愛國教育教材。
- 2002年2月《奮鬥》月刊內文黑白頁改為全複色頁，且3月增加彩頁至16頁，發行量近28萬份。
- 2014年1月，《奮鬥》月刊改版為全彩發行，期數為第723期，內容和版面編排也有所調整[3]。